# Nikołaj Baranowski
Nikołaj Erazmowicz Baranowski, ros. Николай Эразмович Барановский (ur. 16 października 1892, zm. 24 marca 1973 w Sea Cliff) – rosyjski wojskowy (sztabskapitan) i emigracyjny działacz kobatancki.

## Życiorys
W 1914 ukończył szkołę prawniczą, po czym zmobilizowano go do armii rosyjskiej. Brał udział w I wojnie światowej. Służył w stopniu porucznika w Siemionowskim Pułku Lejbgwardii. W 1918 wstąpił do nowo formowanych wojsk Białych. Awansował do stopnia sztabskapitana. W połowie listopada 1920 r. wraz z pozostałymi wojskowymi został ewakuowany z Krymu do Gallipoli. Na emigracji zamieszkał w Królestwie SHS. Działał w stowarzyszeniu pułkowym, ale w grudniu 1926 r. wykluczono go z niego. Po zajęciu Jugosławii przez wojska niemieckie w kwietniu 1941 r., wszedł w skład Russische Vertrauenstelle. Pod koniec 1944 r. przewiózł finanse kasy samopomocy, przekazane Komitetowi Wyzwolenia Narodów Rosji (KONR). Następnie został członkiem Vertauenstelle für Russische Fluchtlinge w Berlinie. Jednocześnie zorganizował i stanął na czele tzw. Organizacji Baranowskiego w Monachium. Po zakończeniu wojny wyjechał do USA.